# Raojibhai Dahyabhai Patel
Raojibhai Dahyabhai Patel (R. D. Patel, Malayalam ഇന്ത്യയിലെ രാഷ്ട്രീയ പ്രവർത്തകൻ) war ein Indo-Fijianischer Rechtsanwalt und Politiker. Er ist der jüngere Bruder von Ambalal Dahyabhai Patel (A. D. Patel). Er war Mitglied des Parlaments von 1966 bis 1976 und diente dort als Speaker of the House of Representatives zwischen 1972 und 1976.

## Leben
R.D. Patel wurde im Bezirk Kheda in Gujarat, Indien geboren. Er kam nach Fidschi, nachdem sein Bruder seine Anwaltskanzlei in Nadi eröffnet hatte. Wie sein Bruder war er Anwalt und arbeitete mit ihm zusammen, bevor er in Ba eine eigene Anwaltskanzlei gründete.

### Politische Karriere
Bei den Wahlen zum erweiterten Legislative Council (Legislativrat) 1966 wurde er für den Indischen Wahlkreis von Ba nominiert. Dies war der marginalste Sitz bei den Wahlen von 1963, bei denen es Sidiq Koya gelungen war, James Shankar Singh mit nur 518 Stimmen zu besiegen. Mit der Neufestlegung der Wahlkreisgrenzen war es für die Federation Party (NFP) noch schwieriger geworden, den Sitz zu gewinnen, aber nach einem harten Wahlkampf besiegte RD Patel James Shankar Singh mit nur 293 Stimmen. Bei den Nachwahlen von 1968 konnte er die Mehrheit der Stimmen um 2000 Stimmen steigern.

### Rivalität mit Sidiq Koya
Nach dem Tod von AD Patel im Jahr 1969 wurde RD Patel als neuer Führer angepriesen, aber die Partei wählte stattdessen Sidiq Koya. Innerhalb der National Federation Party herrschte Unzufriedenheit mit den Zugeständnissen, die Koya gemacht hatte, um die Unabhängigkeit Fidschis zu erreichen. Deshalb gingen viele nach den Wahlen 1972, als RD Patel zum Sprecher des Repräsentantenhauses ernannt wurde, davon aus, dass es sich um einen Versuch von Koya handelte, RD aus dem Weg zu räumen. Während seiner Amtszeit als Sprecher scheute er nicht davor zurück, sich öffentlich zu der Art und Weise zu äußern, wie Sidiq Koya seine Pflichten als Vorsitzender der NFP wahrnahm.
Seine Amtszeit als Sprecher des Parlaments verlief nicht ohne Kontroversen, und als er die Sitzung des Parlaments vertagte, um die Debatte über einen von seiner Partei abgelehnten Gesetzentwurf zu verschieben, wurde im Mai 1973 ein Misstrauensvotum gegen ihn durchgeführt, welches mit 21 zu 15 Stimmen ausging. Weil die Verfassung aber eine Zweidrittelmehrheit für die Amtsenthebung eines Sprechers vorsah, blieb er im Amt. 1976 trat er als Speaker zurück, wurde jedoch in den aufkommenden Konflikt innerhalb der NFP verwickelt. Differenzen innerhalb der NFP wurden bei den Wahlen im März 1977 beigelegt, aber RD Patel trat als unabhängiger Kandidat gegen Sidiq Koya an. Obwohl er die Wahl verlor, errang er eine beträchtliche Anzahl an Stimmen und schwächte („softened“) Sidiq Koya für die erste Niederlage seiner politischen Karriere sechs Monate später bei den Wahlen im September.
RD Patel wurde nach dem Tod seines Bruders de facto zum Anführer der Gujarati-Community in Fidschi und verbrachte den Rest seines Lebens im Dienst der Gemeinschaft, insbesondere für die Gujarat Education Society of Fiji.